# Morshyn
Morshyn (en ucraniano: Моршин; en polaco: Morszyn-Zdrój) es una pequeña ciudad situada en las Estribaciones de los Cárpatos Orientales dentro del Óblast de Leópolis, Ucrania. Tiene una población de 6.000 (2024).

## Historia
La primera mención del acuerdo se encuentra en una nota judicial del 2 de enero de 1482. Esto indicaba que Morshyn y las aldeas circundantes eran parte del Reino de Polonia y pertenecían a un noble llamado Juchno Nagwazdan. En 1538, los nuevos propietarios de Morshyn, la familia Branecki, se interesaron en la extracción de sal y obtuvieron el permiso de la cancillería real para abrir minas de sal. Cinco pozos fueron hundidos para extraer salmuera Sin embargo, la sal de Morshyn resultó amarga y no apta para el consumo humano. La industria de la sal cayó en declive a nivel local.
En la segunda mitad del siglo XVII, Morshyn siguió siendo un pueblo pobre. En 1692, Morshyn constituía 12 viviendas. El asentamiento cambiaba de manos con frecuencia. Después de la primera partición de Polonia en 1772, Morshyn se convirtió en parte del Imperio austríaco.
La construcción del ferrocarril entre Ivano-Frankivsk y Stry a través de Morshyn revivió el pueblo. Desde 1878, Morshyn ha sido conocido como un balneario. El primer análisis químico del agua mineral fue publicado por el profesor W Radziszewski de la Universidad de Leópolis en 1881. Los investigadores compararon las propiedades terapéuticas de la salmuera de Morshyn con las de los famosos spas de Alemania, Hungría y Bohemia.
En el período de entreguerras, Morshyn estaba en territorio polaco y, como «Morszyn-Zdrój», era un spa popular. El spa pertenecía a la Asociación Médica de Leópolis. A finales de la década de 1920, casi un mil invitados venían allí anualmente. A principios de la década de 2010, la ciudad siguió siendo un importante centro turístico nacional y centro de salud.
Dos clubes de fútbol fueron fundados después de la disolución de la Unión Soviética. FC Medyk Morshyn y FC Skala juegan en el Estadio Medyk. Entre 2009 y 2016, FC Skala juegue en la Druha Liha (segunda liga de Ucrania).

## Galería
|                           |
| Iglesia de la Intercesión |

|                                          |
| Sanatorio Morshyn, la Perla Ciscarpática |

|                          |
| Una alameda en la ciudad |

|                                         |
| Sanatorio Morshyn, el Palacio de Mármol |

|               |
| Estadio Medyk |